# Rune Waldekranz
Rune Waldekranz (* 14. September 1911 in Turinge; † 15. Mai 2003 in Södertälje) war ein schwedischer Film-Produktionsleiter.

## Leben
Rune Waldekranz war als Produktionsleiter für eine Reihe von beachtlichen Filmen im schwedischen Kino verantwortlich. Er arbeitete mehrfach mit Regisseuren wie Ingmar Bergman und Rolf Husberg zusammen. Ab Mitte der 1960er Jahre zog sich Waldekranz aus dem aktiven Filmgeschäft zurück, wurde Direktor der schwedischen Filmschule und veröffentlichte mehrere filmtheoretische Bücher.

## Filmografie (Auswahl)
- 1949: Pippi Langstrumpf (Pippi Långstrump) – Regie: Per Gunvall
- 1951: Fräulein Julie (Fröken Julie) – Regie: Alf Sjöberg
- 1952: Alles Glück dieser Erde (All jordens fröjd) – Regie: Rolf Husberg
- 1953: Abend der Gaukler (Gycklarnas afton) – Regie: Ingmar Bergman
- 1953: Barabbas – Der Mann im Dunkel (Barabbas) – Regie: Alf Sjöberg
- 1954: Karin Mansdotter
- 1955: Frauenträume (Kvinnodröm) – Regie: Ingmar Bergman
- 1955: Schwedenmädel (Sommarflickan) – Regie: Thomas Engel
- 1958: Laila – Liebe unter der Mitternachtssonne (Laila) – Regie: Rolf Husberg
- 1958: Wenn die Nebel fallen (Damen i svart) – Regie: Arne Mattsson
- 1960: Der Richter (Domaren) – Alf Sjöberg
- 1962: Aller Nächte Sehnsucht (Kort är sommaren) – Regie: Bjarne Henning-Jensen
- 1964: Zu lieben (Att älska) – Regie: Jörn Donner